# Női gyorskorcsolya-csapatverseny a 2018. évi téli olimpiai játékokon
A 2018. évi téli olimpiai játékokon a gyorskorcsolya női csapatversenyét február 19-én és 21-én rendezték. Az aranyérmet a japán csapat nyerte. A versenyszámban nem vett részt magyar csapat.

## Rekordok
A versenyt megelőzően a következő rekordok voltak érvényben:
| Világrekord     | Japán (JPN)     | 2:50,87 | Salt Lake City, Egyesült Államok | 2017. december 8. |
| Olimpiai rekord | Hollandia (NED) | 2:58,05 | Szocsi, Oroszország              | 2014. február 22. |

A versenyen új olimpiai rekord született:
| Hollandia (NED) | 2:55,61 | Phjongcshang, Dél-Korea | 2018. február 19. |
| Japán (JPN)     | 2:53,89 | Phjongcshang, Dél-Korea | 2018. február 21. |

## Eseménynaptár
Az időpontok helyi idő szerint (UTC+9), zárójelben magyar idő szerint (UTC+1) olvashatóak.
| Időpont                    | Forduló      |
| -------------------------- | ------------ |
| február 19., 20:00 (12:00) | Negyeddöntők |
| február 21., 20:00 (12:00) | Elődöntők    |
| február 21., 20:54 (12:54) | Döntők       |

## Eredmények
A versenyen nyolc csapat vett részt. A negyeddöntőben négy futamban két-két csapat versenyzett. A négy legjobb idővel beérkező csapat az elődöntőbe jutott, a többiek az időeredményeik alapján kerültek a C-, és D-döntőkbe. Az elődöntők győztesei jutottak az A-döntőbe, a vesztesek a B-döntőben a bronzéremért versenyezhettek. A futamokon a táv 6 kör, azaz 2400 méter volt.
Az időeredmények másodpercben értendők.
A rövidítések jelentése a következő:
- OR: olimpiai rekord

### Negyeddöntők
| Helyezés | Csapat                                                                                | Idő        | Megjegyzés  |
| -------- | ------------------------------------------------------------------------------------- | ---------- | ----------- |
| 1.       | Hollandia (NED) · Antoinette de Jong · Marrit Leenstra · Ireen Wüst                   | 2:55,61 OR | 1. elődöntő |
| 2.       | Japán (JPN) · Szató Ajano · Takagi Miho · Takagi Nana                                 | 2:56,09    | 2. elődöntő |
| 3.       | Kanada (CAN) · Ivanie Blondin · Josie Morrison · Isabelle Weidemann                   | 2:59,02    | 2. elődöntő |
| 4.       | Egyesült Államok (USA) · Heather Bergsma · Brittany Bowe · Mia Manganello             | 2:59,75    | 1. elődöntő |
| 5.       | Kína (CHN) · Han Mei · Hao Jiachen · Li Dan                                           | 3:00,01    | C-döntő     |
| 6.       | Németország (GER) · Roxanne Dufter · Gabriele Hirschbichler · Claudia Pechstein       | 3:02,65    | C-döntő     |
| 7.       | Dél-Korea (KOR) · Kim Bo-reum · Noh Seon-yeong · Park Ji-woo                          | 3:03,76    | D-döntő     |
| 8.       | Lengyelország (POL) · Katarzyna Bachleda-Curuś · Natalia Czerwonka · Luiza Złotkowska | 3:04,80    | D-döntő     |

### Elődöntők
| Helyezés    | Csapat                                                                        | Idő         | Különbség   | Megjegyzés  |
| 1. elődöntő | 1. elődöntő                                                                   | 1. elődöntő | 1. elődöntő | 1. elődöntő |
| ----------- | ----------------------------------------------------------------------------- | ----------- | ----------- | ----------- |
| 1.          | Hollandia (NED) · Lotte van Beek · Ireen Wüst · Antoinette de Jong            | 3:00,41     |             | A-döntő     |
| 2.          | Egyesült Államok (USA) · Heather Bergsma · Mia Manganello · Carlijn Schoutens | 3:07,28     | +6,87       | B-döntő     |
| 2. elődöntő |                                                                               |             |             |             |
| 1.          | Japán (JPN) · Takagi Miho · Kikucsi Ajaka · Takagi Nana                       | 2:58,94     |             | A-döntő     |
| 2.          | Kanada (CAN) · Ivanie Blondin · Keri Morrison · Isabelle Weidemann            | 3:01,84     | +2,90       | B-döntő     |

### Döntők
| Helyezés | Csapat                                                                          | Idő     | Különbség | Megjegyzés |
| A-döntő  | A-döntő                                                                         | A-döntő | A-döntő   | A-döntő    |
| -------- | ------------------------------------------------------------------------------- | ------- | --------- | ---------- |
| Arany    | Japán (JPN) · Takagi Miho · Szató Ajano · Takagi Nana                           | 2:53,89 |           | OR         |
| Ezüst    | Hollandia (NED) · Marrit Leenstra · Ireen Wüst · Antoinette de Jong             | 2:55,48 | +1,59     |            |
| B-döntő  |                                                                                 |         |           |            |
| Bronz    | Egyesült Államok (USA) · Heather Bergsma · Brittany Bowe · Mia Manganello       | 2:59,27 |           |            |
| 4.       | Kanada (CAN) · Ivanie Blondin · Josie Morrison · Isabelle Weidemann             | 2:59,72 | +0,45     |            |
| C-döntő  |                                                                                 |         |           |            |
| 5.       | Kína (CHN) · Li Dan · Liu Jing · Hao Jiachen ·                                  | 3:00,04 |           |            |
| 6.       | Németország (GER) · Roxanne Dufter · Gabriele Hirschbichler · Claudia Pechstein | 3:04,67 | +4,63     |            |
| D-döntő  |                                                                                 |         |           |            |
| 7.       | Lengyelország (POL) · Natalia Czerwonka · Luiza Złotkowska · Karolina Bosiek    | 3:03,11 |           |            |
| 8.       | Dél-Korea (KOR) · Kim Bo-reum · Park Ji-woo · Noh Seon-yeong                    | 3:07,30 | +4,19     |            |